# Adolf Abraham Halevi Fraenkel

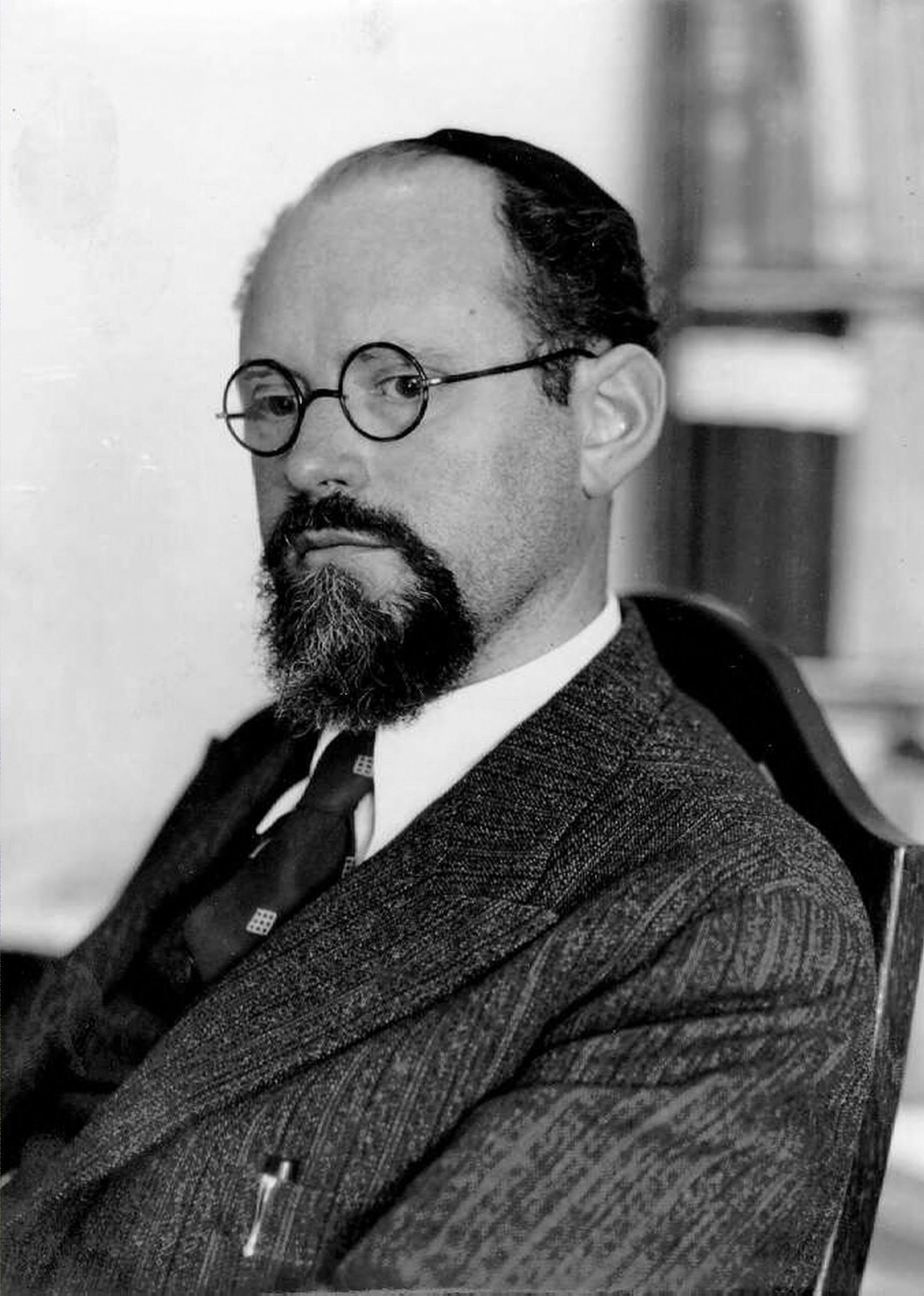
Abraham Fraenkel (zwischen 1939 und 1949)

Adolf Abraham Halevi Fraenkel, meist Abraham Fraenkel zitiert (hebräisch אברהם הלוי פרנקל; * 17. Februar 1891 in München; † 15. Oktober 1965 in Jerusalem), war ein deutsch-israelischer Mathematiker.

## Familie
Er war das erste von fünf Kindern des jüdischen Wollhändlers Sigmund Fraenkel und seiner Frau Charlotte aus München.

## Leben

### Ausbildung
Ab dem Alter von fünf Jahren lernte er Hebräisch bei einer Privatlehrerin und besuchte zunächst eine Münchner Volksschule, danach das humanistische Luitpold-Gymnasium, wo er im Juli 1909 das Abitur in allen Fächern mit „sehr gut“ bestand.
Wie die meisten Studenten seiner Zeit studierte er an mehreren Universitäten. So verbrachte er einige Semester an der Ludwig-Maximilians-Universität München, in Marburg, wo er Kurt Hensel, Ernst Richard Neumann und Ernst Hellinger hörte, sowie in Berlin an der Friedrich-Wilhelms-Universität bei Hermann Amandus Schwarz, Georg Frobenius und Friedrich Schottky. Sein letztes Studienjahr verbrachte er an der Universität Breslau. 1914 wurde Fraenkel – wieder zurück in Marburg – bei Kurt Hensel mit der Bestnote summa cum laude für seine Dissertation Über die Teiler der Null und die Zerlegung von Ringen promoviert.
Obwohl er von 1914 bis 1918 Kriegsdienst leistete, konnte er sich 1916 habilitieren. Der Titel seiner Habilitationsschrift lautete Über gewisse Teilbereiche und Erweiterungen von Ringen. Während eines Heimaturlaubs von der französischen Front am 12. Juli 1916 hielt er an der philosophischen Fakultät der Universität Marburg seine Antrittsvorlesung.
1919 heiratete er Wilhelmina Malka A. Prins (1892–1983), mit der er – wegen der herrschenden Wohnungsnot im Nachkriegsdeutschland – einige Jahre zur Untermiete bei Hensel wohnte.

### Zeit in Kiel und Emeritierung nach Jerusalem
1928 verließ Fraenkel Marburg, um einem Ruf an die Christian-Albrechts-Universität zu Kiel zu folgen. Von 1929 bis 1930 lehrte er als Gastprofessor an der vier Jahre zuvor gegründeten Hebräischen Universität Jerusalem. 1931 kehrte er nach Kiel zurück.
Am 25. April 1933 wurde Fraenkel als Jude nach dem Gesetz zur Wiederherstellung des Berufsbeamtentums beurlaubt, obwohl ihm eigentlich das „Frontkämpferprivileg“ zugestanden hätte. Dem einen Tag später selbst gestellten Antrag auf Beurlaubung wurde am 9. September stattgegeben. Gleichzeitig bemühte er sich darum, wieder an die Hebräische Universität Jerusalem zurückzukehren. Sein Antrag auf Wohnsitzverlegung wurde im Oktober 1933 genehmigt.
Da er ab Ende 1933 kein Gehalt mehr erhielt, gestaltete sich die Zeit in Jerusalem zunächst schwierig. Die ab 1934 gezahlten Gnadenbezüge reichten kaum aus, zumal die Bezüge für seine Kinder entfielen, weil sie keine deutsche Erziehung erhielten. Außerdem wurde sein Lohn auf ein deutsches Sperrmark-Konto überwiesen, dessen Inanspruchnahme von Jerusalem aus kostspielig war.
1938 wurde Fraenkel Rektor der Universität und füllte dieses Amt bis 1940 aus. 1944 wählten die Stimmberechtigten des Jischuvs Fraenkel in die vierte jüdische Repräsentantenversammlung der Mandatszeit. Als Professor setzte er nicht nur Akzente beim Aufbau der Universität, sondern widmete sich auch dem israelischen Bildungssystem. So war er langjähriger Vorsitzender der von der Universität und dem israelischen Erziehungsministerium gegründeten Kommission für das höhere Schulwesen. In dieser Funktion begutachtete er neue Schulen und lehrte an fast allen damals existierenden Gymnasien.
Seinen Namen hatte er in Abraham Halevi Fraenkel geändert.
Nach dem Krieg wurde Fraenkel als Emeritus der CAU Kiel geführt und erhielt vom schleswig-holsteinischen Finanzministerium im Januar 1957 die ihm zustehenden Bezüge ab 1934. Zwei Jahre später wurde er auch in Jerusalem emeritiert.

## Berufliches Wirken
Bereits mit 19 Jahren veröffentlichte Fraenkel im Journal für reine und angewandte Mathematik die Untersuchung Die Berechnung des Osterfestes und anschließend Die Osterrechnung nach gregorianischem Kalender sowie Le calcul de la date de Pâques.
Weltbekannt wurde Fraenkel für seine Arbeiten zur Mengenlehre: Die Einleitung in die Mengenlehre, sein erstes bedeutendes Werk zu dem Thema, das er später selbst ins Englische und Hebräische übertrug, schrieb er während seines Kriegseinsatzes an der Westfront 1917/18. Es erschien 1919 bei J. Springer. Er knüpfte später an die Arbeit von Ernst Zermelo an und optimierte die Zermelo-Mengenlehre von 1907, vor allem indem er 1921 das Ersetzungsaxiom ergänzte, das fester Bestandteil der heute maßgeblichen Zermelo-Fraenkel-Mengenlehre wurde.

## Preise und Ehrungen
- 1956: Israel-Preis für exakte Wissenschaften.[5]

## Werke
- Einleitung in die Mengenlehre, Springer, Berlin, 1919. Weitere erweiterte Auflagen: 1923, 1928.
- Zu den Grundlagen der Cantor-Zermeloschen Mengenlehre, 1921, in: Mathematische Annalen 86 (1922) S. 230–237. (darin das Ersetzungsaxiom)
- Über den Begriff „definit“ und die Unabhängigkeit des Auswahlaxioms. In: Sitz. Ber. Preuß. Akad. Wiss. (Math. Klasse), 1922, S. 253–257.
- Zehn Vorlesungen über die Grundlegung der Mengenlehre, Teubner, Leipzig, 1927. Nachdruck: Wissenschaftliche Buchgesellschaft, Darmstadt, 1972.
- Abstract set theory, North-Holland, Amsterdam, 1953. Zweite Auflage 1966.
- Lebenskreise. Aus den Erinnerungen eines jüdischen Mathematikers, Deutsche Verlags-Anstalt, Stuttgart, 1967.
- (mit Yehoshua Bar-Hillel): Foundations of Set Theory, 1958. Zweite Auflage mit Azriel Levy, North Holland, 1973.